# إريك مابوس
إريك مابوس (بالإنجليزية: Eric Mabius)‏ هو ممثل أمريكي (من مواليد 21 أبريل 1971). بدأ مسيرته الفنية عام 1995. من أبرز الأعمال التي شارك فيها ريزدنت إيفل: آبوكاليبس.

## أعماله
- ريزدنت إيفل: آبوكاليبس
- سكان أشرار (فيلم)
- سي إس آي: ميامي
- بيتي القبيحة

## وصلات خارجية
- إريك مابوس على موقع IMDb (الإنجليزية)
- إريك مابوس على موقع روتن توميتوز (الإنجليزية)
- إريك مابوس على موقع ألو سيني (الفرنسية)
- إريك مابوس على موقع أول موفي (الإنجليزية)
- إريك مابوس على موقع قاعدة بيانات الأفلام السويدية (السويدية)
- إريك مابوس على موقع إن إن دي بي (الإنجليزية)
- إريك مابوس على موقع قاعدة بيانات الفيلم (الإنجليزية)
- إريك مابوس على موقع كينوبويسك (الروسية)
- Broadband video interview with Eric Mabius, discussing Ugly Betty[وصلة مكسورة]